# Pino del Río
Pino del Río è un comune spagnolo di 272 abitanti situato nella comunità autonoma di Castiglia e León.